# Menegroth
De Menegroth (Nederlands: Duizend Grotten) (Engels: Thousand Caves) is een fictieve plaats uit de werken van J.R.R. Tolkien
Aan de rivier de Sirion in het rijk Doriath had koning Elu Thingol, met hulp van de Dwergen van Belegost en Nogrod, zijn hoofdstad Menegroth gebouwd en hier woonde een groot deel van de bevolking.
Thingol werd in het jaar 503 vermoord door dwergen nadat hij een van de Silmarillen, die zijn dochter Lúthien en haar geliefde Beren op Morgoth hadden herwonnen, in de Nauglamír had laten smeden. Na zijn dood keerde Melian terug naar Valinor zodat Doriath niet langer beschermd werd door de Gordel van Melian.
Dior Eluchíl kwam naar Menegroth en herbouwde Doriath maar Fëanors zonen hoorden van de Silmaril te Doriath. Tegen de zin van hun broer Maedhros eisen de overige zonen de Silmaril op. Onder leiding van Celegorm vallen Fëanors zonen Doriath aan. Menegroth wordt vernietigd; Dior, zijn vrouw Nimloth en twee zonen worden gedood; Celegorm, Curufin en Caranthir sneuvelen; Elwing ontsnapt met de Silmaril naar de Mondingen van de Sirion.